# Pfalz (Schiff, 1893)
Die Pfalz war ein Frachtschiff des Norddeutschen Lloyd.

## Geschichte

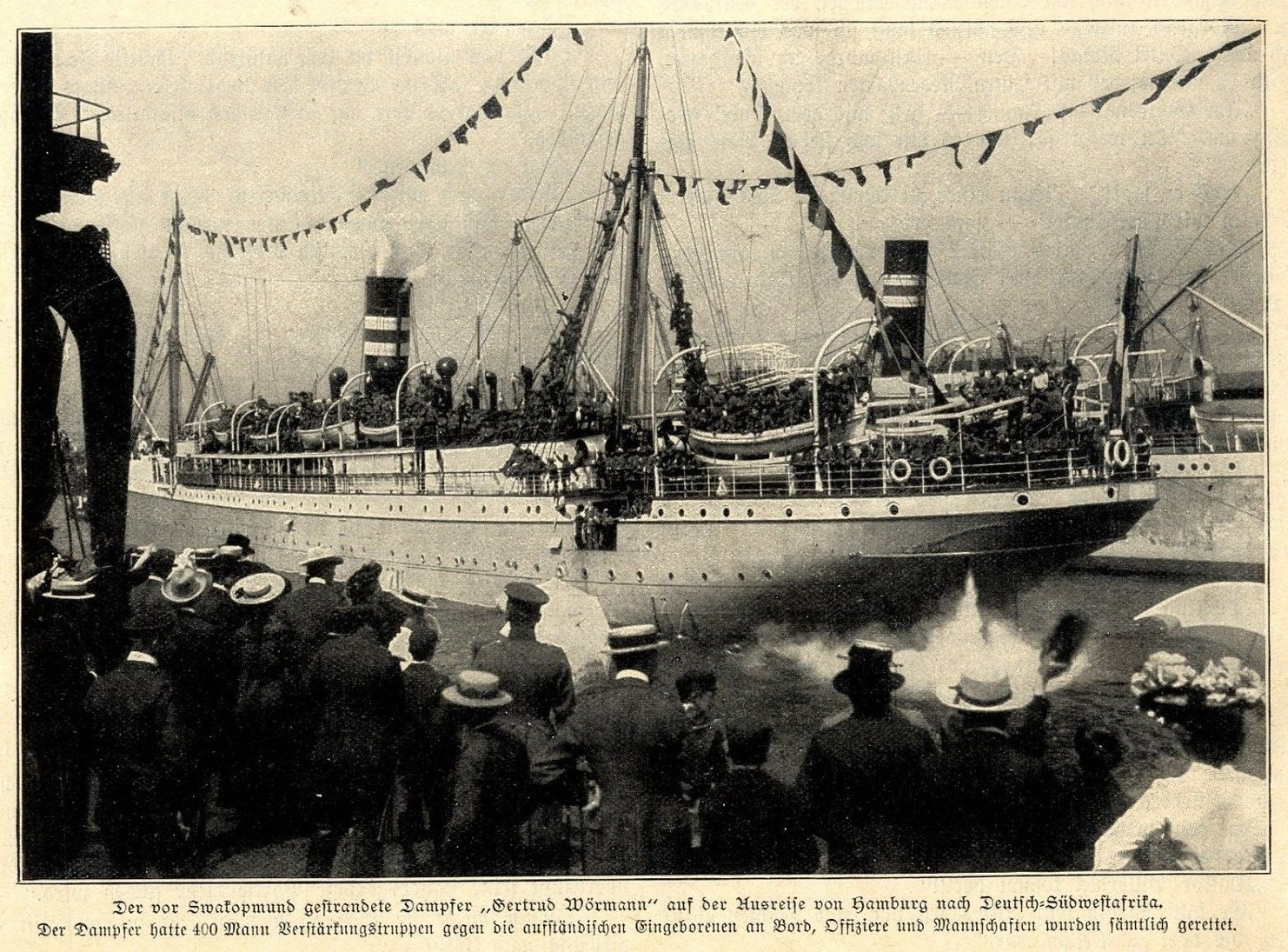
Gertrud Woermann bei Abfahrt in Hamburg 1904

Die Pfalz (3874 BRT) lief als Nachbau des Dampfers Roland bei der Wigham Richardson & Co. für den Norddeutschen Lloyd am 31. Juli 1893 vom Stapel und wurde am 22. Oktober ausgeliefert. Am 27. Oktober 1893 begann sie als erster Dampfer des Lloyd eine Südamerikareise direkt in Bremen. Das Schiff verblieb im Südamerikadienst. Im Frühjahr 1903 war es mit dem neuen Passagierdampfer Schleswig (6955 BRT, Bj. 1902) und der Wittekind abwechselnd im Einsatz nach Buenos Aires, während die ehemaligen Rickmersdampfer Norderney, Borkum und Helgoland (~5500 BRT, 1896) einen dazwischen liegenden, mehr frachtorientierten Fahrplan abwickelten. Auf der anderen Südamerikalinie des Lloyd nach Santos kamen die Dampfer der Crefeld-Klasse (Crefeld, Halle, Bonn und Aachen) sowie die Erlangen (5285 BRT, 1902) und die Wittenberg (3689 BRT, 1895 ex Thekla der Kingsin-Linie) zum Einsatz. Die ehemaligen Brasiliendampfer Coblenz und das verbliebene Schwesterschiff Mainz fuhren inzwischen nach Kuba.
Die Pfalz wurde im Mai 1904 an die Woermann-Linie verkauft und in Gertrud Woermann (II) umbenannt. Bei Blohm & Voss wurde sie um 17 m verlängert (4603 BRT) und erhielt eine Passagiereinrichtung für 82 Passagiere der I. Klasse, 36 der II. Klasse und 46 der III. Klasse. Am 21. Juli nahm sie den Dienst von Hamburg nach Westafrika auf. Auf einer Truppentransportreise während des Herero-Aufstandes strandete sie schon am 19. oder 20. November 1904 bei Nebel vor Swakopmund und wurde ein Totalverlust. Die 400 Soldaten und 375 Pferde an Bord konnten mit Flößen gerettet werden, wobei der Große Kreuzer Vineta Hilfestellung leistete. Das Wrack wurde zum Ausschlachten verkauft, und 1911 wurde von ihm Guano gewonnen.
Ihre Namensvorgängerin Gertrud Woermann (I) (1816 BRT, 1886) war 1903 ebenfalls bei Nebel nahe Port Nolloth vor der Westküste Südafrikas auf einer Fahrt von Swakopmund nach Kapstadt gestrandet.